# FÉG

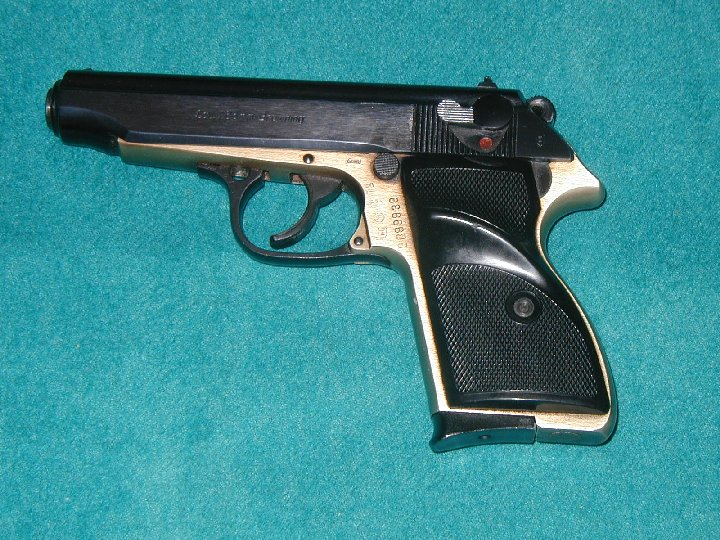
FEG PA-63.

FÉG, також Fegyver- és Gépgyár (скорочення від Fegyver- és Gépgyártó Részvénytársaság) — угорська компанія. В 1891—2004 роках виробляла вогнепальну зброю, після реорганізації, проведеної за допомогою MPF Industry Group, перейшла на виробництво кліматичного обладнання.

## Історія
Компанію було засновано 24 лютого 1891 року в Будапешті. Вона була основним угорським виробником зброї, також виробляла різне газове обладнання, водонагрівачі, лампи і різноманітні вироби з металу. З 1899 року завод почав випуск дизельних двигунів, після того як угорський інженер Оскар Епперлейн (1844—1903) і Йено Бесермені (1872—1957) придбали патентні права на дизельні двигуни для компанії FÉG у їх автора Рудольфа Дизеля.
З 1914 по 1935 рік заводом керував Рудольф Фроммер, що займався також конструюванням стрілецької зброї. На підприємстві вироблялися всі пістолети, розроблені ним — від раннього Frommer M1910, сконструйованого ще в період його роботи клерком, до FEG 37M, роботу над яким після смерті Фроммера закінчували вже його колеги.
Протягом своєї більш ніж столітньої історії компанія кілька разів змінювала назву: з 1935 року — Fémáru, Fegyver- és Gépgyár («Завод металовиробів, зброї і верстатів»), с 1946 — Lámpagyár («Ламповий завод»), с 1965 — Fegyver- és Gázkészülékgyár («Завод зброї і газового обладнання») і нарешті, з 1990 — FÉGARMY Fegyvergyártó Kft. («Збройне АТ FÉGARMY»), з 2004 року — VARA-FÉG Kft..
У зв'язку з закриттям багатьох ринків збуту продукції в результаті ембарго, після 2004 компанія припинила свою діяльність, пов'язану з оборонною промисловістю.
Наприкінці 2010 року FÉG майже збанкрутувала, коли з компанії зникло 1,7 млрд форинтів. Сінгапурська MPF Industry Group зробила важливу інвестицію для порятунку компанії та відновила виробництво. З часу реорганізації FÉG є одним із найбільших виробників кліматичного обладнання у Східній та Центральній Європі.

## Продукція компанії
- Пістолети:
  - Roth-Steyr M1907
  - Frommer M1901
  - Frommer M1910
  - Frommer Stop
  - Frommer Baby
  - Frommer Liliput
  - FEG 29M
  - FEG 37M
  - FEG 48M Walam
  - Tokarev 48M та FEG Tokagypt 58
  - RK-59
  - Hege AP66
  - FEG PA-63 (AP-63, PMK-380)
  - FEG P9, клон Browning Hi-Power (вироблявся в декількох варіантах)
- Гвинтівки й карабіни:
  - Steyr Mannlicher M1895
  - Mannlicher M35
  - Mannlicher 43M
  - карабін Мосіна 44M, 48M
  - СКС (7,62mm Szimonov Karabély Szisztéma, SzKSz))
- Пістолети-кулемети:
  - ППШ (7.62mm Géppisztoly 48.Minta)
  - KGP-9
- Автомати:
  - AK-55, AMD-65, AMP-69, FEG SA-85
  - NGM-81
- Кулемети:
  - РПД (7,62mm DPM Golyószóró)
  - СГ-43 (7.62mm KGK Géppuska и 7.62mm SGM Nehéz Géppuska)
  - ДШК
- Інше:
  - пневматичні гвинтівки LG 427, LG 527
  - стартові пістолети GRP-9